# Zero Effect
Zero Effect è un film commedia statunitense del 1998, diretto da Jake Kasdan e interpretato da Bill Pullman e Ben Stiller.

## Trama
Daryl Zero, considerato il più grande detective al mondo, viene incaricato insieme al suo socio in affari, Steve Arlo, di indagare in un complesso e misterioso caso.